# Johan Kalén
Johan Kalén, född 29 juli 1865 i Bankeryds socken, död 16 juni 1936 i Örgryte socken, var en svensk folkskollärare och folklivsforskare.
Johan Kalén var son till rättaren Johan Petter Eliasson. Efter examen vid ett folkskoleseminarium i Växjö 1886 blev han 1886 vikarierande och 1891 ordinarie folkskollärare och organist i Fagereds socken. Där kom hans intresse för de ålderdomliga dialekterna i Ätradalen att väckas, och genom sommarkurser i Uppsala 1899, Göteborg 1901 och Lund 1906 skaffade han sig de nödvändiga kunskaperna för att börja fördjupa sig i dialektstudier. Till en början dokumenterade han främst ordstäv, ordspråk, gåtor och liknande men började senare intressera sig för dialekten som helhet och kom 1923 att skapa Ordbok över Fageredsmålet, på sin tid den mest utförliga förteckningen över en enskild dialekt. Under arbetet med ordboken kom Kalén även att intressera sig för ortsnamnen, 1924 lät han ge ut boken Halländska gränsmärken där namnen på de gamla gränsmärkena längs gränsen mellan Halland och Småland dokumenterades. Johan Kalén var även ordförande i Fagereds kommunalstämma och flera kommunala nämnder. Efter pensionering 1925 flyttade Kalén 1926 till Göteborg, där han fortsatte sitt arbete med att utforska gränsmärken i Bohuslän, ett arbete som 1933 resulterade i Bohuslänska gränsmärken. 
Kalén kom även att intressera sig för sägner och andra folkminnen, 1923 publicerade han en översikt över Nordhallands folksägner, 1927 utgav han en samling av lokalsägner och folktro från Fagereds socken. Från 1926 var han insamlingsledare för Halland vid Institutionen för folkminnesforskning vid Göteborgs högskola och från 1927 sekreterare i Västsvenska folkminnesföreningen i Göteborg.
Kalén blev 1921 hedersledamot i Västsvenska folkminnesföreningen och mottog 1925 Illis Quorum av 8:e storleken.